# Liga de Campeones de fútbol sala de la UEFA 2024-25
La Liga de Campeones de Futsal de la UEFA 2024-25 fue la 39.ª edición del máximo torneo de clubes de fútbol sala y la 7ª bajo el nombre de Liga de Campeones de fútbol sala de la UEFA.
El torneo empezó el 20 de agosto de 2024 con los primeros partidos de la Ronda Preliminar y terminó en mayo de 2025 con la Fase Final.

## Formato
El torneo consta de cuatro rondas: Ronda Preliminar, Ronda Principal, Ronda Élite y Ronda Final.
La primera en jugarse es la Ronda Preliminar, donde en función del número de participantes, los equipos con menor clasificación pasan a disputar mini-torneos de tres o cuatro equipos bajo el sistema de liga que tienen lugar al inicio de la temporada. Cada mini-torneo lo acoge uno de los equipos que participa y cada conjunto juega ante los otros siendo el vencedor del grupo el que pasa a la siguiente ronda.
En la Ronda Principal, los ganadores de la ronda preliminar se unen al resto de participantes excepto a los cuatro conjuntos con una mejor clasificación, que entran en competición en la ronda élite. Los clubes se dividen en seis grupos de cuatro equipos y los mini-torneos vuelven a disputarse en una sede pero esta vez avanzan a la siguiente ronda los dos mejores de cada grupo.
En la Ronda Élite, los 12 equipos que provienen de la ronda principal se unen a los cuatro cabeza de serie y se forman cuatro grupos de cuatro equipos. Los ganadores de los mini-torneos, que se disputan en otoño, pasan a la fase final.
Los cuatro clasificados juegan la fase final y la sede es escogida entre los participantes en dicha fase. El torneo se juega en formato eliminatorio con las semifinales dos días antes de la final y el partido por el tercer puesto. Si el partido por el tercer y cuarto puesto acaba en empate tras los 40 minutos se irá directamente a los penaltis. En el resto de los partidos, se jugarán diez minutos de prórroga.

## Equipos participantes
La federación rusa fue excluida debido a la invasión rusa de Ucrania.Las tres primeras naciones de la clasificación, es decir, Portugal, España y Kazajistán, tienen derecho a inscribir dos equipos. Dado que el poseedor del trofeo pertenece a una de estas federaciones, Croacia, cuarto en la clasificación, también obtiene esta ventaja. Sus ocho representantes, se encuentran entre los 23 equipos con los coeficientes más altos y comienzan directamente desde la Ronda Principal. Los otros 32 parten de la ronda preliminar. Compiten 52 federaciones, una más que en la pasada edición.

### Ranking de asociaciones
Para la Liga de Campeones de fútbol sala de la UEFA 2024-25, el número de plazas de las diferentes asociaciones es asignado según su Coeficiente UEFA futsal de selecciones nacionales.
| Posición | Asociación   | Coef.    | Equipos |
| -------- | ------------ | -------- | ------- |
| 1        | Portugal     | 2697,016 | 2       |
| 2        | Rusia        | 2547,159 | 0       |
| 3        | España       | 2494,422 | 2       |
| 4        | Kazajistán   | 2344,395 | 2       |
| 5        | Croacia      | 2035,784 | 2       |
| 6        | Ucrania      | 2010,147 | 1       |
| 7        | Azerbaiyán   | 1977,359 | 1       |
| 8        | Serbia       | 1945,646 | 1       |
| 9        | Georgia      | 1924,716 | 1       |
| 10       | Eslovenia    | 1891,854 | 1       |
| 11       | Italia       | 1877,471 | 1       |
| 12       | Polonia      | 1845,059 | 1       |
| 13       | Rumanía      | 1819,600 | 1       |
| 14       | Rep. Checa   | 1815,227 | 1       |
| 15       | Finlandia    | 1814,563 | 1       |
| 16       | Eslovaquia   | 1804,533 | 1       |
| 17       | Francia      | 1759,326 | 1       |
| 18       | Países Bajos | 1740,688 | 1       |
| 19       | Armenia      | 1637,739 | 1       |

| Posición | Asociación           | Coef.    | Equipos |
| -------- | -------------------- | -------- | ------- |
| 20       | Hungría              | 1635,528 | 1       |
| 21       | Bosnia y Herzegovina | 1609,649 | 1       |
| 22       | Bélgica              | 1568,922 | 1       |
| 23       | Bielorrusia          | 1521,865 | 1       |
| 24       | Moldavia             | 1514,719 | 1       |
| 25       | Macedonia del Norte  | 1451,512 | 1       |
| 26       | Alemania             | 1442,547 | 1       |
| 27       | Letonia              | 1387,402 | 1       |
| 28       | Suecia               | 1327,701 | 1       |
| 29       | Montenegro           | 1306,735 | 1       |
| 30       | Kosovo               | 1264,444 | 1       |
| 31       | Inglaterra           | 1204,183 | 1       |
| 32       | Dinamarca            | 1199,225 | 1       |
| 33       | Lituania             | 1195,790 | 1       |
| 34       | Albania              | 1177,965 | 1       |
| 35       | Noruega              | 1173,463 | 1       |
| 36       | Grecia               | 1164,389 | 1       |
| 37       | Turquía              | 1131,406 | 1       |
| 38       | Israel               | 1128,385 | 1       |

| Posición | Asociación        | Coef.    | Equipos |
| -------- | ----------------- | -------- | ------- |
| 39       | Chipre            | 1090,591 | 1       |
| 40       | Suiza             | 1066,246 | 1       |
| 41       | Bulgaria          | 1031,006 | 1       |
| 42       | Gales             | 1011,432 | 1       |
| 43       | Andorra           | 916,855  | 1       |
| 44       | Malta             | 830,007  | 1       |
| 45       | Gibraltar         | 809,650  | 1       |
| 46       | Austria           | 794.108  | 1       |
| 47       | Estonia           | 787,508  | 1       |
| 48       | San Marino        | 762,902  | 1       |
| 49       | Escocia           | 755,050  | 1       |
| 50       | Irlanda del Norte | 717,420  | 1       |
| (NR)     | Irlanda           | --       | 1       |
| (NR)     | Islandia          | --       | 1       |
| (NR)     | Luxemburgo        | --       | 1       |
| (NR)     | Islas Feroe       | --       | DNE     |
| (NR)     | Liechtenstein     | --       | DNE     |

Notas
- (DNE) - No obtiene ningún equipo participante
- (NR) - Sin posición (la asociación no participó en las competiciones utilizadas para calcular los coeficientes)

Croacia obtiene un equipo extra ya que el Palma Futsal, vigente campeón, pertenece a una de las tres primeras asociaciones.

### Lista de equipos
Lista de equipos por coeficiente UEFA.
| Posición | Equipo                | Coef.  | Ruta |
| -------- | --------------------- | ------ | ---- |
| 1        | Sporting de Portugal  | 68,168 | A    |
| Campeón  | Palma Futsal          | 64,500 | A    |
| 2        | Jimbee Cartagena      | 34,500 | A    |
| 3        | SC Braga              | 31,834 | A    |
| 4        | RSC Anderlecht        | 24,000 | A    |
| 5        | AFC Kairat            | 20,333 | A    |
| 6        | MK Olmissum           | 15,500 | A    |
| 7        | FK Dobovec            | 14,000 | A    |
| 8        | Szombathelyi Haladás  | 13,000 | A    |
| 9        | SKI Plzeň             | 11,000 | A    |
| 10       | MFC HIT Kiev          | 11,000 | A    |
| 11       | Futsal Dinamo         | 10,500 | A    |
| 12       | Riga FC               | 10,166 | B    |
| 13       | Étoile Lavalloise MFC | 10,166 | B    |
| 14       | St. Andrews FC        | 10,000 | B    |
| 15       | FK Kauno Žalgiris     | 8,500  | B    |
| 16       | Rekord Bielsko-Biała  | 8,000  | A    |
| 17       | FC Semey              | 8,000  | A    |
| 18       | FC Prishtina 01       | 7,583  | A    |
| 19       | CS United Galați      | 7,500  | A    |
| 20       | MFK Stalìca           | 7,333  | B    |
| 21       | FK Lučenec            | 6,750  | B    |
| 22       | KMF FON Banjica       | 6,500  | B    |

| Posición | Equipo            | Coef. |
| -------- | ----------------- | ----- |
| 23       | FC Differdange 03 | 6,000 |
| 24       | Meta Catania      | 5,334 |
| 25       | Araz Naxçivan     | 5,250 |
| 26       | KMF Titograd      | 5,000 |
| 27       | FC Diamant Linz   | 3,083 |
| 28       | MNK Široki Brijeg | 2,833 |
| 29       | Futsal Minerva    | 2,750 |
| 30       | Akaa Futsal       | 2,583 |
| 31       | Tigers Roermond   | 2,500 |
| 32       | Yerevan FS        | 2,334 |
| 33       | KF Tirana         | 2,250 |
| 34       | Georgians Tbilisi | 2,000 |
| 35       | Amigo Northwest   | 1,916 |
| 36       | Hjørring FK       | 1,916 |
| 37       | Blue Magic FC     | 1,750 |
| 38       | Uddevalla FC      | 1,583 |

| Posición | Asociación         | Coef. |
| -------- | ------------------ | ----- |
| 39       | AEL Limassol FC    | 1,416 |
| 40       | TSV Weilimdorf     | 1,333 |
| 41       | AEK Futsal         | 1,333 |
| 42       | Utleira Idrettslag | 1,166 |
| 43       | Sillamäe Silla FC  | 1,083 |
| 44       | FC Clic Media      | 0,917 |
| 45       | FC Forca           | 0,834 |
| 46       | FC Fiorentino      | 0,500 |
| 47       | Manchester FC      | 0,500 |
| 48       | FC Rànger's        | 0,333 |
| 49       | Aberdeen FA        | 0,250 |
| 50       | Pro Futsal Cymru   | 0,167 |
| 51       | Sparta Belfast FC  | 0,000 |
| 52       | Istanbul Şişli SK  | 0,000 |
| 53       | Ísbjörninn         | 0,000 |
| 54       | Europa FC          | 0,000 |
| 55       | Maccabi Netanya    | 0,000 |

## Ronda Preliminar

### Grupo A
Sede: Skopie,  Macedonia del Norte
| Equipo        | Pts | PJ | PG | PE | PP | GF | GC | Dif |
| ------------- | --- | -- | -- | -- | -- | -- | -- | --- |
| FC Forca      | 9   | 3  | 3  | 0  | 0  | 21 | 7  | +14 |
| KMF Titograd  | 6   | 3  | 2  | 0  | 1  | 9  | 12 | -3  |
| Blue Magic FC | 3   | 3  | 1  | 0  | 2  | 9  | 10 | -1  |
| FC Rànger's   | 0   | 3  | 0  | 0  | 3  | 8  | 18 | -10 |

### Grupo B
Sede: Sofía,  Bulgaria
| Equipo           | Pts | PJ | PG | PE | PP | GF | GC | Dif |
| ---------------- | --- | -- | -- | -- | -- | -- | -- | --- |
| Futsal Minerva   | 9   | 3  | 3  | 0  | 0  | 24 | 3  | +21 |
| Amigo Northwest  | 6   | 3  | 2  | 0  | 1  | 12 | 8  | +4  |
| FC Fiorentino    | 3   | 3  | 1  | 0  | 2  | 4  | 18 | -14 |
| Pro Futsal Cymru | 0   | 3  | 0  | 0  | 3  | 4  | 15 | -11 |

### Grupo C
Sede: Tirana,  Albania
| Equipo         | Pts | PJ | PG | PE | PP | GF | GC | Dif |
| -------------- | --- | -- | -- | -- | -- | -- | -- | --- |
| Akaa Futsal    | 7   | 3  | 2  | 1  | 0  | 16 | 5  | +11 |
| TSV Weilimdorf | 6   | 3  | 2  | 0  | 1  | 12 | 8  | +4  |
| KF Tirana      | 4   | 3  | 1  | 1  | 1  | 8  | 7  | +1  |
| Ísbjörninn     | 0   | 3  | 0  | 0  | 3  | 3  | 19 | -16 |

### Grupo D
Sede: Mánchester,  Inglaterra
| Equipo            | Pts | PJ | PG | PE | PP | GF | GC | Dif |
| ----------------- | --- | -- | -- | -- | -- | -- | -- | --- |
| Tigers Roermond   | 9   | 3  | 3  | 0  | 0  | 13 | 7  | +6  |
| Yerevan FS        | 6   | 3  | 2  | 0  | 1  | 11 | 9  | +2  |
| Manchester FC     | 3   | 3  | 1  | 0  | 2  | 10 | 8  | +2  |
| Istanbul Şişli SK | 0   | 3  | 0  | 0  | 3  | 4  | 14 | -10 |

### Grupo E
Sede: Hjørring,  Dinamarca
| Equipo             | Pts | PJ | PG | PE | PP | GF | GC | Dif |
| ------------------ | --- | -- | -- | -- | -- | -- | -- | --- |
| Meta Catania       | 9   | 3  | 3  | 0  | 0  | 19 | 3  | +16 |
| Utleira Idrettslag | 6   | 3  | 2  | 0  | 1  | 9  | 7  | +2  |
| Hjørring FK        | 3   | 3  | 1  | 0  | 2  | 16 | 11 | +5  |
| Europa FC          | 0   | 3  | 0  | 0  | 3  | 2  | 25 | -23 |

### Grupo F
Sede: Linz,  Austria
| Equipo          | Pts | PJ | PG | PE | PP | GF | GC | Dif |
| --------------- | --- | -- | -- | -- | -- | -- | -- | --- |
| FC Diamant Linz | 9   | 3  | 3  | 0  | 0  | 17 | 3  | +14 |
| AEK Futsal      | 6   | 3  | 2  | 0  | 1  | 9  | 8  | +1  |
| AEL Limassol FC | 3   | 3  | 1  | 0  | 2  | 10 | 11 | -1  |
| Aberdeen FA     | 0   | 3  | 0  | 0  | 3  | 2  | 16 | -14 |

### Grupo G
Sede: Ciorescu,  Moldavia
| Equipo            | Pts | PJ | PG | PE | PP | GF | GC | Dif |
| ----------------- | --- | -- | -- | -- | -- | -- | -- | --- |
| Georgians Tbilisi | 9   | 3  | 3  | 0  | 0  | 16 | 3  | +13 |
| MNK Široki Brijeg | 6   | 3  | 2  | 0  | 1  | 9  | 8  | +1  |
| FC Clic Media     | 3   | 3  | 1  | 0  | 2  | 5  | 8  | -3  |
| Maccabi Netanya   | 0   | 3  | 0  | 0  | 3  | 3  | 14 | -11 |

### Grupo H
Sede: Uddevalla,  Suecia
| Equipo            | Pts | PJ | PG | PE | PP | GF | GC | Dif |
| ----------------- | --- | -- | -- | -- | -- | -- | -- | --- |
| Uddevalla FC      | 9   | 3  | 3  | 0  | 0  | 18 | 8  | +10 |
| Araz Naxçivan     | 6   | 3  | 2  | 0  | 1  | 17 | 5  | +12 |
| Sillamäe Silla FC | 3   | 3  | 1  | 0  | 2  | 9  | 22 | -13 |
| Sparta Belfast FC | 0   | 3  | 0  | 0  | 3  | 8  | 17 | -9  |

## Ronda Principal

### Ruta A

#### Grupo 1
Sede: Roosdaal,  Bélgica
| Equipo               | Pts | PJ | PG | PE | PP | GF | GC | Dif |
| -------------------- | --- | -- | -- | -- | -- | -- | -- | --- |
| Jimbee Cartagena     | 5   | 3  | 1  | 2  | 0  | 9  | 6  | +3  |
| Rekord Bielsko-Biała | 5   | 3  | 1  | 2  | 0  | 6  | 4  | +2  |
| RSC Anderlecht       | 4   | 3  | 1  | 1  | 1  | 13 | 9  | +4  |
| MFC HIT Kiev         | 1   | 3  | 0  | 1  | 2  | 5  | 14 | -9  |

#### Grupo 2
Sede: Pristina,  Kosovo
| Equipo          | Pts | PJ | PG | PE | PP | GF | GC | Dif |
| --------------- | --- | -- | -- | -- | -- | -- | -- | --- |
| SC Braga        | 7   | 3  | 2  | 1  | 0  | 11 | 3  | +8  |
| MK Olmissum     | 5   | 3  | 1  | 2  | 0  | 10 | 6  | +4  |
| SKI Plzeň       | 2   | 3  | 0  | 2  | 1  | 8  | 11 | -3  |
| FC Prishtina 01 | 1   | 3  | 0  | 1  | 2  | 7  | 16 | -9  |

#### Grupo 3
Sede: Palma de Mallorca,  España
| Equipo           | Pts | PJ | PG | PE | PP | GF | GC | Dif |
| ---------------- | --- | -- | -- | -- | -- | -- | -- | --- |
| Palma Futsal     | 9   | 3  | 3  | 0  | 0  | 18 | 2  | +16 |
| CS United Galați | 4   | 3  | 1  | 1  | 1  | 5  | 7  | -2  |
| Futsal Dinamo    | 2   | 3  | 0  | 2  | 1  | 5  | 13 | -8  |
| FK Dobovec       | 1   | 3  | 0  | 1  | 2  | 4  | 10 | -6  |

#### Grupo 4
Sede: Alma Ata,  Kazajistán
| Equipo               | Pts | PJ | PG | PE | PP | GF | GC | Dif |
| -------------------- | --- | -- | -- | -- | -- | -- | -- | --- |
| AFC Kairat           | 9   | 3  | 3  | 0  | 0  | 12 | 3  | +9  |
| Sporting de Portugal | 6   | 3  | 2  | 0  | 1  | 10 | 7  | +3  |
| FC Semey             | 3   | 3  | 1  | 0  | 2  | 11 | 12 | -1  |
| Szombathelyi Haladás | 0   | 3  | 0  | 0  | 3  | 1  | 12 | -11 |

### Ruta B

#### Grupo 5
Sede: Laval,  Francia
| Equipo                | Pts | PJ | PG | PE | PP | GF | GC | Dif |
| --------------------- | --- | -- | -- | -- | -- | -- | -- | --- |
| Étoile Lavalloise MFC | 9   | 3  | 3  | 0  | 0  | 17 | 5  | +12 |
| Futsal Minerva        | 6   | 3  | 2  | 0  | 1  | 6  | 6  | 0   |
| MFK Stalìca           | 3   | 3  | 1  | 0  | 2  | 7  | 7  | 0   |
| Uddevalla FC          | 0   | 3  | 0  | 0  | 3  | 4  | 16 | -12 |

#### Grupo 6
Sede: Belgrado,  Serbia
| Equipo          | Pts | PJ | PG | PE | PP | GF | GC | Dif |
| --------------- | --- | -- | -- | -- | -- | -- | -- | --- |
| Riga FC         | 9   | 3  | 3  | 0  | 0  | 13 | 3  | +10 |
| KMF FON Banjica | 6   | 3  | 2  | 0  | 1  | 7  | 8  | -1  |
| Tigers Roermond | 3   | 3  | 1  | 0  | 2  | 11 | 10 | +1  |
| FC Forca        | 0   | 3  | 0  | 0  | 3  | 5  | 15 | -10 |

#### Grupo 7
Sede: Lučenec,  Eslovaquia
| Equipo            | Pts | PJ | PG | PE | PP | GF | GC | Dif |
| ----------------- | --- | -- | -- | -- | -- | -- | -- | --- |
| FK Lučenec        | 9   | 3  | 3  | 0  | 0  | 9  | 4  | +5  |
| St. Andrews FC    | 6   | 3  | 2  | 0  | 1  | 8  | 5  | +3  |
| Akaa Futsal       | 3   | 3  | 1  | 0  | 2  | 6  | 10 | -4  |
| Georgians Tbilisi | 0   | 3  | 0  | 0  | 3  | 2  | 6  | -4  |

#### Grupo 8
Sede: Catania,  Italia
| Equipo            | Pts | PJ | PG | PE | PP | GF | GC | Dif |
| ----------------- | --- | -- | -- | -- | -- | -- | -- | --- |
| Meta Catania      | 9   | 3  | 3  | 0  | 0  | 15 | 4  | +11 |
| FK Kauno Žalgiris | 6   | 3  | 2  | 0  | 1  | 14 | 6  | +8  |
| FC Diamant Linz   | 3   | 3  | 1  | 0  | 2  | 7  | 14 | -7  |
| FC Differdange 03 | 0   | 3  | 0  | 0  | 3  | 2  | 14 | -12 |

## Ronda Élite
| Ronda Principal Ruta A | Ronda Principal Ruta A                    | Ronda Principal Ruta A                       | Ronda Principal Ruta A                                    |
| Grupos                 | Campeones (Posición de Cabeza de Serie 1) | Subcampeones (Posición de Cabeza de Serie 2) | Terceros clasificados (Posición de Cabeza de Serie 3 y 4) |
| ---------------------- | ----------------------------------------- | -------------------------------------------- | --------------------------------------------------------- |
| 1                      | Cartagena Costa Cálida                    | Rekord Bielsko-Biała                         | RSC Anderlecht                                            |
| 2                      | SC Braga                                  | MK Olmissum                                  | SKI Plzeň                                                 |
| 3                      | Palma Futsal                              | CS United Galați                             | Futsal Dinamo                                             |
| 4                      | AFC Kairat                                | Sporting de Portugal                         | FC Semey                                                  |

| Ronda Principal Ruta B | Ronda Principal Ruta B                        |
| Grupos                 | Campeones (Posición de Cabeza de Serie 3 y 4) |
| ---------------------- | --------------------------------------------- |
| 5                      | Étoile Lavalloise MFC                         |
| 6                      | Riga FC                                       |
| 7                      | FK Lučenec                                    |
| 8                      | Meta Catania                                  |

### Grupo A
Sede: Cartagena,  España
| Equipo           | Pts | PJ | PG | PE | PP | GF | GC | Dif |
| ---------------- | --- | -- | -- | -- | -- | -- | -- | --- |
| Jimbee Cartagena | 9   | 3  | 3  | 0  | 0  | 18 | 3  | +15 |
| Riga FC          | 3   | 3  | 1  | 0  | 2  | 9  | 7  | +2  |
| Meta Catania     | 3   | 3  | 1  | 0  | 2  | 6  | 13 | -7  |
| CS United Galați | 3   | 3  | 1  | 0  | 2  | 4  | 14 | -10 |

### Grupo B
Sede: Zagreb,  Croacia
| Equipo                | Pts | PJ | PG | PE | PP | GF | GC | Dif |
| --------------------- | --- | -- | -- | -- | -- | -- | -- | --- |
| AFC Kairat            | 9   | 3  | 3  | 0  | 0  | 10 | 3  | +7  |
| Étoile Lavalloise MFC | 4   | 3  | 1  | 1  | 1  | 10 | 11 | -1  |
| MK Olmissum           | 2   | 3  | 0  | 2  | 1  | 5  | 6  | -1  |
| Futsal Dinamo         | 1   | 3  | 0  | 1  | 2  | 5  | 10 | -5  |

### Grupo C
Sede: Lisboa,  Portugal
| Equipo               | Pts | PJ | PG | PE | PP | GF | GC | Dif |
| -------------------- | --- | -- | -- | -- | -- | -- | -- | --- |
| Sporting de Portugal | 7   | 3  | 2  | 1  | 0  | 15 | 7  | +8  |
| RSC Anderlecht       | 6   | 3  | 2  | 0  | 1  | 10 | 7  | +3  |
| SC Braga             | 4   | 3  | 1  | 1  | 1  | 9  | 12 | -3  |
| SKI Plzeň            | 0   | 3  | 0  | 0  | 3  | 6  | 14 | -8  |

### Grupo D
Sede: Palma de Mallorca,  España
| Equipo               | Pts | PJ | PG | PE | PP | GF | GC | Dif |
| -------------------- | --- | -- | -- | -- | -- | -- | -- | --- |
| Palma Futsal         | 7   | 3  | 2  | 1  | 0  | 11 | 5  | +6  |
| FC Semey             | 6   | 3  | 2  | 0  | 1  | 14 | 5  | +9  |
| Rekord Bielsko-Biała | 4   | 3  | 1  | 1  | 1  | 6  | 9  | -3  |
| FK Lučenec           | 0   | 3  | 0  | 0  | 3  | 3  | 15 | -12 |

## Ronda Final
Sede: Le Mans,  Francia
Equipos clasificados:
| Ronda Élite | Ronda Élite            |
| Grupos      | Campeón                |
| ----------- | ---------------------- |
| A           | Cartagena Costa Cálida |
| B           | AFC Kairat             |
| C           | Sporting de Portugal   |
| D           | Palma Futsal           |

|  | Semifinales          | Semifinales       |   |                   | Final                | Final |  |
|  |                      |                   |   |                   |                      |       |  |
|  |                      |                   |   |                   |                      |       |  |
|  | 2 de mayo de 2025    |                   |   |                   |                      |       |  |
|  | AFC Kairat           | 3                 |   |                   |                      |       |  |
|  | Jimbee Cartagena     | 2                 |   |                   |                      |       |  |
|  |                      |                   |   |                   |                      |       |  |
|  |                      |                   |   |                   | 4 de mayo de 2025    |       |  |
|  |                      |                   |   |                   | AFC Kairat           | 4     |  |
|  |                      | Palma Futsal      | 9 |                   |                      |       |  |
|  |                      |                   |   |                   |                      |       |  |
|  |                      |                   |   |                   |                      |       |  |
|  |                      |                   |   |                   | Tercer lugar         |       |  |
|  | 2 de mayo de 2025    | 2 de mayo de 2025 |   | 4 de mayo de 2025 | 4 de mayo de 2025    |       |  |
|  | Sporting de Portugal | 0                 |   | Jimbee Cartagena  | 2 (3)                |       |  |
|  | Palma Futsal         | 3                 |   |                   | Sporting de Portugal | 2 (1) |  |

### Semifinales
| 2 de mayo de 2025, 18:00 | AFC Kairat                       | 3:2 (1:1) | Cartagena Costa Cálida  | Antarès, Le Mans                            |                                             |
|                          | Alisson 15' 36' · Cavalcanti 38' | Reporte   | 19' Mellado · 39' Motta | Árbitro(s): Nicola Manzione Daniel Matkovic | Árbitro(s): Nicola Manzione Daniel Matkovic |

| 2 de mayo de 2025, 21:00 | Sporting de Portugal | 0:3 (0:0) | Palma Futsal                                  | Antarès, Le Mans                         |                                          |
|                          |                      | Reporte   | 27' Gordillo · 38' Rivillos · 39' Luan Muller | Árbitro(s): Ondřej Černý Grigori Ošomkov | Árbitro(s): Ondřej Černý Grigori Ošomkov |

### 3º y 4º Puesto
| 4 de mayo de 2025, 17:00 | Cartagena Costa Cálida         | 2:2 (2:2, 1:2) (t. s.)(3:1 p.) | Sporting de Portugal                                 | Antarès, Le Mans                                  |                                                   |
|                          | Motta 14' · Waltinho 34'       | Reporte                        | 8' Tomás Paçó · 16' Sokolov                          | Árbitro(s): David Grøndal Nissen Dominykas Norkus | Árbitro(s): David Grøndal Nissen Dominykas Norkus |
|                          |                                | Tiros desde el punto penal     |                                                      |                                                   |                                                   |
|                          | - Motta - Darío Gil - Waltinho |                                | - Diogo Santos - Tomás Paçó - Wesley França - Taynan |                                                   |                                                   |

### FINAL
| 4 de mayo de 2025, 20:00 | Palma Futsal                                                                                        | 9:4 (3:1) | AFC Kairat                                               | Antarès, Le Mans                           |                                            |
|                          | Gordillo 6' · Machado 18' · Rivillos 18' · Fabinho 22' 26' 27' 30' · Neguinho 31' · Mateus Maia 37' | Reporte   | 8' Caio Ruiz · 32' Tursagulov · 35' Rashit · 39' Arrieta | Árbitro(s): Dejan Veselič Damian Grabowski | Árbitro(s): Dejan Veselič Damian Grabowski |

| Liga de Campeones UEFA Futsal 2024-25 |
| ------------------------------------- |
|                                       |
| Palma Futsal 3.er Título              |